# Ngablak (Wonosegoro)
Ngablak is een bestuurslaag in het regentschap Boyolali van de provincie Midden-Java, Indonesië. Ngablak telt 1893 inwoners (volkstelling 2010).